# 全国优秀县委书记
全国优秀县委书记是中共中央组织部授予县委书记的一个荣誉称号。其标准和条件因工作地方不同、职位级别而异。但是大体上要求思想政治坚定，与中央保持一致；工作能力出色，有突出成绩；工作作风过硬，有较高威信；党性修养好，清正廉洁、忠诚于中国共产党。截止至2021年，中共中央组织部已经评选出了三届共306名全国优秀县委书记。

## 历史
中国共产党中央委员会认为，县级行政单位在中国共产党的组织结构和国家政权结构中处在承上启下的关键环节。而作为縣級行政區的「一把手」的县委书记在发展经济、保障民生、维护稳定、促进国家长治久安中发挥着重要作用。因此，在原则上，候选人应从各级县委书记（或区委书记）中产生。
- 1995年6月30日至7月2日，中组部在北京首次召开优秀县（市）委书记表彰大会，并表彰了100名优秀县（市）委书记。[3]

- 2015年6月30日，经中共中央同意，中共中央组织部发布《关于表彰全国优秀县委书记的决定》，王宁、李树起等102名县委书记获得全国优秀县委书记称号。[4][5]

- 2021年6月29日，经中共中央同意，中共中央组织部发布《关于表彰全国优秀县委书记的决定》，于长辉等103名县委书记获得全国优秀县委书记称号。[6]

## 名单

### 1995年
| 省级行政区       | 时任职务                         | 人物             | 出生年月   | 现任或最高职务                                                 |
| ---------------- | -------------------------------- | ---------------- | ---------- | -------------------------------------------------------------- |
| 北京市           | 大兴县委书记                     | 王耀平           |            |                                                                |
| 北京市           | 顺义县委书记                     | 赵凤山           | 1948年7月  | 原北京市人大常委会副主任                                       |
| 天津市           | 东丽区委书记                     | 郑树阳           | 1938年12月 |                                                                |
| 天津市           | 静海县委书记                     | 崔士光           |            |                                                                |
| 河北省           | 丰南市委书记                     | 付爱文           | 1945年10月 | 原唐山市人大常委会副主任                                       |
| 河北省           | 深州市委书记                     | 贾彦明           |            |                                                                |
| 河北省           | 内丘县委书记                     | 马兰翠（女）     | 1954年2月  | 原河北省人大常委会副主任                                       |
| 河北省           | 高邑县委书记                     | 王三堂           | 1954年5月  | 河北省政协党组成员                                             |
| 河北省           | 涉县县委书记                     | 张树山           |            |                                                                |
| 山西省           | 翼城县委书记                     | 耿根喜           |            |                                                                |
| 山西省           | 陵川县委书记                     | 张国忠           |            |                                                                |
| 山西省           | 垣曲县委书记                     | 孙靖东           |            |                                                                |
| 山西省           | 柳林县委书记                     | 刘建明           |            | 中共吕梁市委常委、常务副市长                                   |
| 内蒙古自治区     | 包头市青山区委书记               | 云广庆（蒙古族） |            |                                                                |
| 内蒙古自治区     | 科尔沁左翼后旗委书记             | 张德斌（回族）   |            |                                                                |
| 内蒙古自治区     | 太仆寺旗委书记                   | 杨建和           |            |                                                                |
| 辽宁省           | 沈阳市沈河区委书记               | 张玉琢           |            |                                                                |
| 辽宁省           | 庄河市委书记                     | 冷相发           |            |                                                                |
| 辽宁省           | 鞍山市铁东区委书记               | 刘爽             |            |                                                                |
| 吉林省           | 通榆县委书记                     | 沈贵             |            |                                                                |
| 吉林省           | 长春市朝阳区委书记               | 秦立国           |            |                                                                |
| 黑龙江省         | 肇东市委书记                     | 李振东           |            |                                                                |
| 黑龙江省         | 依安县委书记                     | 王家旭           |            |                                                                |
| 黑龙江省         | 穆棱市委书记                     | 林秀山           | 1954年2月  | 原中共黑龙江省委组织部副部长，2013年落马                       |
| 黑龙江省         | 塔河县委书记                     | 单佳晨           |            |                                                                |
| 上海市           | 松江县委书记                     | 杜家毫           | 1955年7月  | 全国人民代表大会财政经济委员会副主任委员（原湖南省委书记）     |
| 上海市           | 闵行区委书记                     | 黄富荣           | 1945年10月 |                                                                |
| 江苏省           | 张家港市委书记                   | 秦振华           | 1936年3月  | 原苏州市人大常委会副主任                                       |
| 江苏省           | 武进县委书记                     | 赵耀骥           | 1942年8月  |                                                                |
| 江苏省           | 泰州市委书记                     | 朱爱群           | 1943年2月  |                                                                |
| 江苏省           | 东台市委书记                     | 詹荫鸿           | 1944年4月  | 原宿迁市政协主席                                               |
| 江苏省           | 洪泽县委书记                     | 吕胜年           | 1940年1月  | 原淮阴市人大常委会副主任                                       |
| 浙江省           | 开化县委书记                     | 郑樟林           | 1948年10月 | 原衢州市政协主席                                               |
| 浙江省           | 慈溪市委书记                     | 汤黎路           | 1953年9月  | 原浙江省政协副主席                                             |
| 浙江省           | 海宁市委书记                     | 沈雪康           | 1946年12月 | 原嘉兴市副市长                                                 |
| 安徽省           | 亳州市委书记                     | 饶益刚           | 1947年12月 | 原安徽省政协民族和宗教委员会副主任                             |
| 安徽省           | 宣州市委书记                     | 胡晓华           | 1949年5月  | 原辽宁省政协副主席                                             |
| 安徽省           | 繁昌县委书记                     | 周其东           | 1952年     | 原芜湖市政法委书记，2002年因杀害情妇被处决                     |
| 安徽省           | 肥西县委书记                     | 周宗仁           | 1949年1月  |                                                                |
| 福建省           | 福清市委书记                     | 练知轩           | 1945年2月  | 福州市人民政府市长                                             |
| 福建省           | 泉州市鲤城区委书记               | 林荣取           |            |                                                                |
| 福建省           | 福州市郊区区委书记               | 陈伦             | 1953年12月 | 原福建省人大常委会副主任                                       |
| 江西省           | 兴国县委书记                     | 邝小平           |            |                                                                |
| 江西省           | 分宜县委书记                     | 熊巍             |            |                                                                |
| 山东省           | 诸城市委书记                     | 陈光             | 1956年11月 | 原山东省政协副主席                                             |
| 山东省           | 平邑县委书记                     | 李玉妹（女）     | 1956年10月 | 全国人民代表大会华侨委员会副主任委员（原广东省人大常委会主任） |
| 山东省           | 莱西市委书记                     | 丁瑞云           |            |                                                                |
| 山东省           | 沂源县委书记                     | 陈传玉           |            |                                                                |
| 山东省           | 平原县委书记                     | 兰忠良           |            |                                                                |
| 河南省           | 新乡县委书记                     | 王健民           |            |                                                                |
| 河南省           | 济源市委书记                     | 高文焕           |            |                                                                |
| 河南省           | 固始县委书记                     | 熊金栋           |            |                                                                |
| 河南省           | 林州市委书记                     | 毛万春           | 1961年10月 | 湖南省政协主席                                                 |
| 河南省           | 西平县委书记                     | 焦锦淼           |            |                                                                |
| 湖北省           | 仙桃市委书记                     | 刘贤木           |            |                                                                |
| 湖北省           | 武汉市东西湖区委书记             | 白元初           |            |                                                                |
| 湖北省           | 钟祥市委书记                     | 张祖新           |            |                                                                |
| 湖南省           | 桃源县委书记                     | 彭晋镛           |            |                                                                |
| 湖南省           | 溆浦县委书记                     | 陈志强（苗族）   | 1949年7月  | 湖南省人民代表大会内务司法委员会副主任委员                     |
| 湖南省           | 张家界市永定区委书记             | 郭树人（满族）   |            |                                                                |
| 湖南省           | 长沙县委书记                     | 余合泉           |            |                                                                |
| 广东省           | 海丰县委书记                     | 吴华南           |            |                                                                |
| 广东省           | 南海市委书记                     | 林浩坤           | 1953年2月  | 原广东省监察厅厅长                                             |
| 广东省           | 花都市委书记                     | 石启仁           |            |                                                                |
| 广东省           | 台山市委书记                     | 方庭旺           |            |                                                                |
| 广西壮族自治区   | 贵港市委书记                     | 梁镇燊           |            |                                                                |
| 广西壮族自治区   | 忻城县委书记                     | 罗黎明（壮族）   | 1956年12月 | 原国家民族事务委员会副主任                                     |
| 广西壮族自治区   | 贺县县委书记                     | 李达球           | 1953年10月 | 原广西壮族自治区政协副主席，2013年落马                         |
| 广西壮族自治区   | 灵川县委书记                     | 康天保           |            |                                                                |
| 海南省           | 琼海市委书记                     | 韩至中           | 1941年9月  | 原海南省人大常委会副主任                                       |
| 海南省           | 儋州市委书记                     | 于迅             | 1952年6月  | 原海南省政协主席                                               |
| 四川省           | 金堂县委书记                     | 晏永和           | 1952年8月  | 原四川省政协副主席                                             |
| 四川省           | 新津县委书记                     | 陈光志           | 1954年8月  | 原四川省委常委、秘书长                                         |
| 四川省           | 石渠县委书记                     | 泽波（藏族）     |            |                                                                |
| 四川省           | 南川市委书记                     | 魏长述           |            |                                                                |
| 四川省           | 丹棱县委书记                     | 罗玉兰（女）     |            |                                                                |
| 四川省           | 长宁县委书记                     | 龙章和           |            |                                                                |
| 贵州省           | 六盘水市盘县特区党委书记         | 万晓流（彝族）   |            |                                                                |
| 贵州省           | 普定县委书记                     | 张义刚           |            |                                                                |
| 贵州省           | 贵阳市乌当区委书记               | 黄润昌           |            |                                                                |
| 云南省           | 镇雄县委书记                     | 张孝洪           |            |                                                                |
| 云南省           | 镇沅彝族哈尼族拉祜族自治县委书记 | 张希升           |            |                                                                |
| 云南省           | 寻甸回族彝族自治县委书记         | 王常明           |            |                                                                |
| 云南省           | 石屏县委书记                     | 李兴旺（彝族）   |            |                                                                |
| 西藏自治区       | 聂荣县委书记                     | 杨培（藏族）     |            |                                                                |
| 西藏自治区       | 尼木县委书记                     | 詹星五           |            |                                                                |
| 西藏自治区       | 南木林县委书记                   | 白朗（藏族）     |            |                                                                |
| 陕西省           | 西安市雁塔区委书记               | 杨范清           |            |                                                                |
| 陕西省           | 宝鸡市渭滨区委书记               | 陈宝根           | 1953年7月  | 原西安市人大常委会主任（副省级）                               |
| 陕西省           | 志丹县委书记                     | 张钟灵           |            |                                                                |
| 陕西省           | 韩城市委书记                     | 张维民           |            |                                                                |
| 甘肃省           | 渭源县委书记                     | 秦素梅（女）     |            |                                                                |
| 甘肃省           | 榆中县委副书记                   | 杨富荣           |            |                                                                |
| 甘肃省           | 礼县县委书记                     | 张余胜           |            |                                                                |
| 青海省           | 湟源县委书记                     | 石文章           |            |                                                                |
| 青海省           | 曲麻莱县委书记                   | 丁显成（藏族）   |            |                                                                |
| 宁夏回族自治区   | 永宁县委书记                     | 刘宗祥           |            |                                                                |
| 新疆维吾尔自治区 | 且末县委书记                     | 董兆国           |            |                                                                |
| 新疆维吾尔自治区 | 疏勒县委书记                     | 白晓             |            |                                                                |
| 新疆维吾尔自治区 | 昭苏县委书记                     | 李寿庄           |            |                                                                |

### 2015年
北京市
- 王宁：西城区委书记
- 程连元：朝阳区委书记

#### 天津市
- 李树起：宁河县委书记
- 冀国强：静海县委书记

#### 河北省
- 王凯军：香河县委书记
- 冯国林：秦皇岛市海港区委书记
- 吕志成：威县县委书记
- 何志刚：邯郸县委书记
- 陈岗：涿鹿县委书记

#### 山西省
- 孙京民：浮山县委书记
- 唐立浩：潞城市委书记

#### 内蒙古自治区
- 王惠忠：杭锦后旗旗委书记
- 敖日格勒(蒙古族)：翁牛特旗旗委书记
- 常培忠(满族)：卓资县委书记

#### 辽宁省
- 于学利：兴城市委书记
- 孙巨先：鞍山市立山区委书记
- 郝方林：大连市甘井子区委书记

#### 吉林省
- 张宝才：镇赉县委书记
- 庞庆波：梅河口市委书记

#### 黑龙江省
- 李大义：绥芬河市委书记
- 周宏(满族)：抚远县委书记
- 顾百文：望奎县委书记

#### 上海市
- 孙建平：静安区委书记
- 翁祖亮：黄浦区委书记

#### 江苏省
- 王建：泰州市高港区委书记
- 姜龙：海门市委书记
- 惠建林：常熟市委书记

#### 浙江省
- 张晓强：诸暨市委书记
- 鲍秀英(女)：开化县委书记
- 戴建平：建德市委书记

#### 安徽省
- 朱学亮：砀山县委书记
- 吴爱国：广德县委书记
- 金维加：天长市委书记
- 胡启生：合肥市包河区委书记

#### 福建省
- 伍斌：尤溪县委书记
- 张永宁：石狮市委书记
- 张琳光：南靖县委书记
- 廖俊波：政和县委书记

#### 江西省
- 张逸：信丰县委书记
- 张家良：奉新县委书记
- 郑光泉：广丰县委书记

#### 山东省
- 王永征：泰安市岱岳区委书记
- 刘兴明：安丘市委书记
- 杨洪涛：淄博市淄川区委书记
- 林红玉：威海市环翠区委书记
- 孟令兴：齐河县委书记

#### 河南省
- 王新军：兰考县委书记
- 吉建军：睢县县委书记
- 吴刚：淮滨县委书记
- 郑灏东：郑州市金水区委书记
- 唐彦民：许昌市魏都区委书记

#### 湖北省
- 余学武：红安县委书记
- 陈行甲：巴东县委书记
- 熊征宇：嘉鱼县委书记

#### 湖南省
- 王洪斌：衡阳县委书记
- 张霞(女：侗族)：中方县委书记
- 廖桂生：桂阳县委书记
- 谭小平：宁乡县委书记

#### 广东省
- 王积俊：江门市蓬江区委书记
- 陈俊林：新丰县委书记
- 武延军：广州市越秀区委书记

#### 广西壮族自治区
- 韦桂元(壮族)：天峨县委书记
- 刘志明：北海市铁山港区委书记
- 李建锋：贵港市覃塘区委书记
- 黎云：梧州市长洲区委书记

#### 海南省
- 林北川：乐东黎族自治县委书记

#### 重庆市
- 陶长海：江津区委书记
- 蒋宜茂：梁平县委书记

#### 四川省
- 刘先伟：攀枝花市东区区委书记
- 李明舟：眉山市东坡区委书记
- 何康林(藏族)：甘孜县委书记
- 张尚华：旺苍县委书记
- 周新：射洪县委书记
- 蒋刚：汶川县委书记

#### 贵州省
- 张珍强(土家族)：德江县委书记
- 张惠明(布依族)：长顺县委书记
- 侯美传(苗族)：丹寨县委书记
- 曾瑜(女)：遵义县委书记

#### 云南省
- 李红文(白族)：福贡县委书记
- 李建阳(彝族)：石屏县委书记
- 杨承贤：洱源县委书记
- 孟端平：师宗县委书记

#### 西藏自治区
- 王平(藏族)：聂拉木县委书记
- 任厚明：察雅县委书记
- 张定成：改则县委书记
- 南培(藏族)：双湖县委书记

#### 陕西省
- 王晓江：紫阳县委书记
- 冯振东：富县县委书记
- 孙矿玲(女)：礼泉县委书记
- 周景祥：宁强县委书记

#### 甘肃省
- 柴春：环县县委书记
- 梁英(女)：两当县委书记
- 鞠毅：高台县委书记

#### 青海省
- 才让太(藏族)：同德县委书记
- 任正德：玛多县委书记
- 董金明(土族)：门源县委书记

#### 宁夏回族自治区
- 马志宏(回族)：西吉县委书记

#### 新疆维吾尔自治区
- 马健：托克逊县委书记
- 李君霞(女)：吉木乃县委书记
- 杨发森：库车县委书记
- 邱树华(女)：乌鲁木齐高新技术产业开发区(新市区)区委书记
- 高新春：英吉沙县委书记

### 2021年

#### 北京市
- 于长辉：昌平区委书记
- 王灏：朝阳区委书记

#### 天津市
- 杨兵：南开区委书记
- 殷向杰：宝坻区委书记

#### 河北省
- 王俊红：清河县委书记
- 刘靖：阜平县委书记
- 李建忠：滦州市委书记
- 戴树胜（回族）：东光县委书记

#### 山西省
- 王建江：天镇县委书记
- 刘伟：晋中市太谷区委书记
- 刘振华：太原市委常委、小店区委书记
- 高奇英（女）：岚县县委书记

#### 内蒙古自治区
- 于伟东：赤峰市委常委、宣传部部长、阿鲁科尔沁旗旗委书记
- 武玉亮（蒙古族）：乌兰察布市人大常委会副主任、四子王旗旗委书记
- 屈振年（蒙古族）：兴安盟人大工委副主任、突泉县委书记
- 焦刚伟：扎兰屯市委书记

#### 辽宁省
- 陈林松：凌海市委书记
- 闻然：沈阳市沈北新区区委书记
- 惠安军（满族）：昌图县委书记

#### 吉林省
- 陈德明：松原市委常委、长岭县委书记
- 唐铁生：长春市双阳区委书记

#### 黑龙江省
- 刘金成：延寿县委书记
- 杨勇：绥化市人大常委会副主任、青冈县委书记
- 郭广福：佳木斯市委常委、桦川县委书记

#### 上海市
- 程向民：松江区委书记
- 鲍炳章：徐汇区委书记

#### 江苏省
- 刘军：南京市鼓楼区委书记
- 许峰：无锡市委常委、江阴市委书记、江阴高新技术产业开发区党工委书记
- 吴新明：昆山市委书记、昆山经济技术开发区党工委书记
- 周斌：常州市委常委、新北区委书记、常州高新技术产业开发区党工委书记

#### 浙江省
- 沈铭权：湖州市委常委、安吉县委书记
- 张振丰：杭州市委常委、余杭区委书记
- 徐仁标：台州市委常委、温岭市委书记

#### 安徽省
- 张志强：宿州市委常委、泗县县委书记
- 黄维群：芜湖市弋江区委书记、芜湖高新技术产业开发区党工委书记、管委会主任

#### 福建省
- 包江苏：福鼎市委书记
- 张定锋：福州市晋安区委书记
- 梁玉华（女）：德化县委书记
- 廖深洪：龙岩市副市长、长汀县委书记

#### 江西省
- 张智萍（女）：遂川县委书记
- 饶清华：横峰县委书记
- 熊运浪：南昌县委书记、南昌小蓝经济技术开发区党工委书记

#### 山东省
- 刘斯杰：东营市垦利区委书记
- 庄增大：莱西市委书记
- 江山：济南市历下区委书记
- 赵庆文：费县县委书记
- 董冰（女）：金乡县委书记

#### 河南省
- 卢捍卫：淅川县委书记
- 吴海燕（女）：睢县县委书记
- 陈天富：汝州市委书记
- 虎强（回族）：郑州市管城回族区委书记

#### 湖北省
- 汪小波：兴山县委书记
- 张世伟：襄阳市委常委、保康县委书记
- 盛文军：咸宁市委常委、赤壁市委书记
- 曾晟：武汉市黄陂区委书记

#### 湖南省
- 刘勇会：安化县委书记
- 沈裕谋：长沙市委常委、长沙县委书记、长沙经济技术开发区党工委书记
- 陈章杰：临澧县委书记
- 颜长文（苗族）：湘西土家族苗族自治州政协副主席、凤凰县委书记

#### 广东省
- 刘光滨：惠州市惠城区委书记
- 陶永欣：深圳市副市长、坪山区委书记
- 蔡淡群：惠来县委书记
- 黎晓华：怀集县委书记

#### 广西壮族自治区
- 方志高（壮族）：乐业县委书记
- 古保华（瑶族）：浦北县委书记
- 邝驱：三江侗族自治县委书记
- 翟红玲（女，壮族）：河池市宜州区委书记

#### 海南省
- 王昱正：保亭黎族苗族自治县委书记

#### 重庆市
- 李春奎：九龙坡区委书记
- 钱建超：彭水苗族土家族自治县委书记
- 程志毅：江津区委书记

#### 四川省
- 李蓉（女）：荥经县委书记
- 泽尔登（藏族）：阿坝藏族羌族自治州政协副主席、若尔盖县委书记
- 姚永红：绵阳市安州区委书记
- 辜学斌：金堂县委书记
- 蔡邦银：广元市委常委、朝天区委书记

#### 贵州省
- 王继松：凤冈县委书记
- 王镇义（侗族）：黔东南苗族侗族自治州委常委、凯里市委书记
- 田艳（女，土家族）：铜仁市政协副主席、万山区委书记
- 杨桦：毕节市人大常委会副主任、织金县委书记

#### 云南省
- 杨中兴：澜沧拉祜族自治县委书记
- 杨承新（白族）：丽江市委常委、宁蒗彝族自治县委书记
- 聂金辉：剑川县委书记
- 翟玉龙：德宏傣族景颇族自治州委常委、瑞丽市委书记、瑞丽国家重点开发开放试验区党委副书记

#### 西藏自治区
- 甘丹平措（藏族）：林芝市政协副主席、巴宜区委书记
- 张正：拉萨市委常委、城关区委书记
- 赵天武：洛扎县委书记

#### 陕西省
- 王青峰：西安市长安区委书记
- 何玲（女）：千阳县委书记
- 陈璇：商洛市人大常委会副主任、柞水县委书记
- 赵勇健：汉中市人大常委会副主任、镇巴县委书记

#### 甘肃省
- 马秀兰（女，回族）：临夏回族自治州委常委、东乡族自治县委书记
- 刘永革：甘南藏族自治州委常委、合作市委书记
- 李万岳（藏族）：武威市委常委、古浪县委书记
- 李廷俊：陇南市政协副主席、康县县委书记

#### 青海省
- 牛得海（土族）：达日县委书记
- 尼玛才仁（藏族）：玉树藏族自治州副州长、称多县委书记
- 张峰：海南藏族自治州委常委、共和县委书记

#### 宁夏回族自治区
- 王学军：固原市委副书记、西吉县委书记

#### 新疆维吾尔自治区
- 马江山：策勒县委书记
- 冯武年：皮山县委书记
- 药宁：巴楚县委书记
- 秦研科：沙雅县委书记

## 影响
2015年，中共中央表彰第二批“全国优秀县委书记”后不久，中共江西省委也效法中共中央，于当年表彰了7名江西省「全省优秀县委书记」：
| 地级行政区 | 时任职务     | 人物   | 出生年月   | 现任或最高职务                                  |
| ---------- | ------------ | ------ | ---------- | ----------------------------------------------- |
| 宜春市     | 宜丰县委书记 | 邓伟   | 1964年12月 | 江西省公安厅一级巡视员                          |
| 吉安市     | 吉水县委书记 | 刘兰芳 | 1964年9月  | 吉安市政协主席                                  |
| 抚州市     | 黎川县委书记 | 李来木 | 1963年2月  | 中共江西省委巡视组副组长                        |
| 九江市     | 永修县委书记 | 邹绍辉 | 1965年7月  | 江西省总工会党组书记、常务副主席                |
| 上饶市     | 鄱阳县委书记 | 张祯祥 | 1962年10月 | 原上饶市人大常委会副主任，2022年6月接受审查调查 |
| 萍乡市     | 莲花县委书记 | 夏兴   | 1960年2月  | 原九江市人大常委会副主任                        |
| 赣州市     | 南康市委书记 | 徐兵   | 1967年11月 | 赣州市政协主席                                  |

## 相关荣誉
- 优秀党务工作者
- 先进基层党组织
- 优秀共产党员